# Ташкентский государственный технический университет
Ташкентский государственный технический университет имени Ислама Каримова — именное (имени Ислама Каримова) государственное высшее учебное заведение в Ташкенте.

## История
Ташкентский государственный технический университет — один из старейших вузов Узбекистана. История создания «Ташкентского государственного технического университета» имени Ислама Абдуганиевича Каримова («ТГТУ») относится ко временам Советского Союза, он был основан 21 апреля 1918 года. Первоначально университет был создан как небольшой технический факультет «Туркестанского национального университета» и работал для всей Средней Азии. Этот технический факультет в своей истории  претерпел много изменений, но он является основой нынешнего «Ташкентского государственного технического университета». В 1923 году он был переименован в новый факультет под названием «Инженерно-мелиоративный факультет». В 1929 году на базе этого факультета был создан новый институт под названием «Среднеазиатский хлопково-ирригационный институт». В 1933 году, этот институт стал фундаментом для нового и уникального технического университета в Средней Азии. В 1931 году, когда на базе горно-геологического отделения Среднеазиатского государственного университета, созданного в 1920 году, был основан Среднеазиатский геологоразведочный институт (САГИ), позднее преобразованный в Горный институт. 4 ноября 1933 года Постановлением Совета народных комиссаров СССР были объединены находящиеся в Ташкенте горный, строительный и энергетические институты Наркомата тяжёлой промышленности Союза ССР в Среднеазиатский индустриальный институт (САИИ) со следующими факультетами: горно-геологический, энергетический и строительный. В 1949 году преобразован в Среднеазиатский политехнический институт (САПИ). В 1961 году переименован в Ташкентский политехнический институт (ТашПИ). В 1973 году он был назван в честь одного из величайших ученых Узбекистана Абу Райхана Беруни и назывался «Ташкентский политехнический институт имени Абу Райхана Беруни». «Ташкентский государственный технический университет» стал базой для 16 других университетов и колледжей Узбекистана, таких как «Ферганский политехнический институт» (1967 год), «Ташкентский автомобильно-дорожный институт» (1972 год), «Самаркандский архитектурный институт» (1980 год), «Бухарский технологический институт пищевой и легкой промышленности» (1977 год), «Наманганский инженерно-экономический институт» (1973 год), «Навоийский государственный горный институт» (1995 год), «Андижанский институт инженерной экономики и менеджмента» (1995 год), «Ташкентский инженерный институт» (1989 год), «Ташкентский химико-технологический институт» (1991 год), «Ташкентский архитектурно-строительный институт» (1991 год), «Каршинский инженерно-экономический институт» (1995 год), «Ташкент Государственный институт авиации »(1995 год),« Нукусский индустриально-педагогический институт» (1995 год), « Ангренский технический колледж» (1995 год), «Алмалыкский технический колледж» (1995 год), «Чирчикский технологический колледж» (1995 год).
В своём нынешнем виде создан 6 мая 1991 года Указом Президента Узбекской ССР И. А. Каримовым на базе Ташкентского машиностроительного института и ряда факультетов Ташкентского политехнического института.
27 июня 1991 года университету было присвоено имя Абу Райхана Беруни.
На основании постановления Президента Узбекистана Шавката Мирзиёева от 25 января 2017 года 23 июня 2017 года Ташкентскому государственному техническому университету было присвоено имя Ислама Каримова.

## Описание
Ташкентский государственный технический университет им. Ислама Каримова — один из крупнейших технических университетов Центральной Азии в области авиации, геологии, машиностроения, энергетики, электротехники и автоматики. В Ташкентском государственном техническом университете работают 8 факультетов, 58 кафедр, 735 профессоров-преподавателей и более 11 тысяч студентов. В настоящее время Ташкентский государственный технический университет готовит специалистов и специалистов по следующим образовательным программам:
- Степень бакалавра, продолжительность 4 года

- Степень магистра, продолжительность 2 года

- Докторская степень, срок обучения 3 года

Также в университете действуют 5 специализированных советов, в которых люди защищают докторские диссертации в 12 областях.
Университет располагает современными учебными корпусами, учебными и научными лабораториями, общежитиями, мощной экспериментальной базой, а также сетью довузовской подготовки и послевузовского образования. В университете налажены тесные научные контакты со многими исследовательскими центрами Германии, Франции, США, Великобритании, Нидерландов, Греции и других стран. Ряд научно-исследовательских работ университета выполняется по грантам в рамках международных конкурсных программ INTAS, TACIS, TEMPUS-TACIS и другим. Также в университете имеется сеть малых предприятий и научных центров: Технологический парк , Технологический бизнес-инкубатор и научный центр «COFYUTIS» (Франция-Узбекистан), где выполняется цифровая обработка космических снимков с целью применения в экологии и геологии, сельском хозяйстве, составление земельных кадастров.

## Цели
Как и другие ВУЗы, Ташкентский государственный технический университет поставил перед собой собственные задачи по развитию технической сферы в Узбекистане. Они изложены в официальном документе[каком?] и Уставе университета. Стратегия развития университета утверждается ректорами и представителями правительства Узбекистана. Основные задачи вуза: 
- Удовлетворять потребности общества в квалифицированных специалистах по технической сфере;
- Развитие и воспитание хорошо образованного человека, обладающего необходимыми профессиональными компетенциями;
- Развитие научных учреждений с высокими мировыми стандартами;
- Подготовка квалифицированных, компетентных и демократически мыслящих специалистов.[источник не указан 1345 дней]

## Контакты с зарубежными университетами
Ташкентский государственный технический университет ежегодно проводит встречи с различными университетами и образовательными центрами по всему миру. Целями таких встреч являются подписание контрактов с зарубежными университетами, обмен знаниями и достижение договоренностей об обмене студентами.

## Известные выпускники
Ташкентский государственный технический университет пользуется популярностью в Узбекистане, его оканчивали десятки академиков, лауреатов государственных премий, сотни изобретателей, профессоров и врачей. На сегодняшний день насчитывается 19 академиков технических наук, которые являются выпускниками Ташкентского государственного технического университета.